# Ígorivka
Ígorivka (en (ucraïnès): Ігорівка) és un poble de la República Autònoma de Crimea a Ucraïna, que el 2014 no tenia cap habitant. Pertany al districte rural de Saki.